# 크나스테르-쿠라토프스키-마주르키에비치 덮개
수학에서 크나스테르-쿠라토프스키-마주르키에비치 덮개(Knaster-Kuratowski-Mazurkiewicz덮개, 영어: Knaster–Kuratowski–Mazurkiewicz cover)는 특정한 조건을 만족시키는, 단체의 닫힌집합으로 구성된 덮개이다. 구체적으로, 단체의 (꼭짓점의 부분 집합의 볼록 폐포인) 부분 단체는 각 꼭짓점에 대응되는 닫힌집합들로 덮혀져야 한다. 크나스테르-쿠라토프스키-마주르키에비치 정리(Knaster-Kuratowski-Mazurkiewicz定理, 영어: Knaster–Kuratowski–Mazurkiewicz theorem)에 따르면, 모든 크나스테르-쿠라토프스키-마주르키에비치 덮개는 적어도 하나 이상의 점을 공유한다 (즉, 그 교집합은 공집합이 될 수 없다).

## 정의
{\displaystyle n+1}개의 꼭짓점을 갖는 {\displaystyle n}차원 단체 {\displaystyle \triangle ^{n}\subseteq \mathbb {R} ^{n}}을 생각하고, 그 꼭짓점들의 집합을
{\displaystyle V\subseteq \triangle ^{n}}
{\displaystyle |{\mathcal {V}}|=n+1}
이라고 하자.
만약 {\displaystyle \triangle ^{n}} 속의, {\displaystyle n+1}개 집합으로 구성된 집합족
{\displaystyle \{C_{v}\}_{v\in V}\subseteq \operatorname {Pow} (\triangle ^{n})}
이 다음 두 조건을 만족시킨다면, 이를 크나스테르-쿠라토프스키-마주르키에비치 덮개라고 한다.
- 임의의 {\displaystyle v\in V}에 대하여, {\displaystyle C_{v}}는 닫힌집합이다.
- 임의의 꼭짓점의 집합 {\displaystyle I\subseteq V}에 대하여, {\displaystyle \{C_{v}\}_{v\in I}}는 {\displaystyle I}의 볼록 폐포에 해당하는 {\displaystyle |I|-1}차원 단체 {\displaystyle \operatorname {Conv} (I)}의 덮개를 이룬다. 즉, {\displaystyle \textstyle \bigcup _{v\in I}C_{i}\supseteq \operatorname {Conv} (I)}이다.

## 성질
둘째 조건에서, {\displaystyle I=V}인 경우에 의하여, {\displaystyle \{C_{v}\}_{v\in V}}는 {\displaystyle \triangle ^{n}}의 덮개를 이루어야 한다. 마찬가지로, {\displaystyle |I|=1}인 경우에 의하여, 임의의 {\displaystyle v\in V}에 대하여 항상 {\displaystyle v\in C_{v}}이다.
크나스테르-쿠라토프스키-마주르키에비치 정리에 따르면, {\displaystyle n\geq 0}일 때, 모든 크나스테르-쿠라토프스키-마주르키에비치 덮개의 교집합은 절대로 공집합이 될 수 없다 (즉, {\displaystyle \textstyle \bigcap _{v\in V}C_{v}\neq \varnothing }).
보다 일반적으로, {\displaystyle \triangle ^{n}} 위의, {\displaystyle n+1}개의 서로 다른 크나스테르-쿠라토프스키-마주르키에비치 덮개가 주어졌다고 하자. 즉, 집합족
{\displaystyle \{C_{u,v}\}_{(u,v)\in V^{2}}\subseteq \operatorname {Pow} (\triangle ^{n})}
에서, 각 {\displaystyle u\in V}에 대하여
{\displaystyle \{C_{u,v}\}_{v\in V}}
가 크나스테르-쿠라토프스키-마주르키에비치 덮개를 이룬다고 하자. 그렇다면, 다음 조건을 만족시키는 순열 {\displaystyle \sigma \in \operatorname {Sym} (V)}이 존재한다.
{\displaystyle \bigcap _{v\in V}C_{\sigma (v),v}\neq \varnothing }

## 예
{\displaystyle n=2}일 때, 2차원 단체 (즉, 삼각형) {\displaystyle \triangle ^{2}}의 다음과 같은 크나스테르-쿠라토프스키-마주르키에비치 덮개를 생각하자.
즉,
- 붉은 집합 · 푸른 집합 · 녹색 집합의 합집합은 삼각형의 닫힌 덮개를 이룬다.
- 붉은 집합 · 녹색 집합은 수직 변의 닫힌 덮개를 이룬다.
- 붉은 집합 · 푸른 집합은 수평 변의 닫힌 덮개를 이룬다.
- 녹색 집합 · 푸른 집합은 대각 변의 닫힌 덮개를 이룬다.
- 붉은 집합 · 푸른 집합 · 녹색 집합은 각각 한 꼭짓점을 포함한다.

이 경우, 크나스테르-쿠라토프스키-마주르키에비치 정리에 따라 붉은 집합 · 푸른 집합 · 녹색 집합은 한 점을 공유하며, 이는 삼각형 가운데의, 세 집합이 맞닿는 점이다.

## 역사
브로니스와프 크나스테르(폴란드어: Bronisław Knaster) · 카지미에시 쿠라토프스키 · 스테판 마주르키에비치가 1929년에 이 조건 및 크나스테르-쿠라토프스키-마주르키에비치 정리를 증명하였다.
복수의 크나스테르-쿠라토프스키-마주르키에비치 덮개에 대한 크나스테르-쿠라토프스키-마주르키에비치 정리의 일반화는 데이비드 게일(영어: David Gale, 1921~2008)이 1984년에 증명하였다.